# 丝博
丝博（日语：糸 博，1933年3月15日—），日本資深男演員、配音員、旁白。81 Produce所屬。出身於福岡縣。身高170cm。O型血。

## 經歷
西南學院大學畢業。
以前經歷NHK福岡放送劇團、劇團現代劇場、劇團木芥子座、全日本音樂藝能製作公司、N·A·C、Group大根、SEVEN CENTER、高橋事務所、江崎Production、同人舎Production、劇團新人會電影放送部，成為現在81 Produce所屬。

## 人物
音域：男中音。
早年從電視草創時期以演員工作起家。從1970年代前半開始，以獨特的低音轉向配音業界發展，為許多海外電影、電視影集中的粗壯中年、老人角色進行日語配音。而且常態擔任演員布萊恩·考克斯、詹姆斯·克倫威爾主演或參演的作品。此外，並經常擔任NHK電視系列的世界史地類紀錄片的日語配音解說。在這之中，又以政治家米哈伊爾·戈巴契夫較多。
動畫方面，他為人熟悉的代表配音作品有《天空之城》的達菲、《火影忍者疾風傳》的志村團藏及《骷髏13 (2008年版)》的布萊安·史密斯。
興趣、特長：釣魚、茶道。
宮內幸平、小林昭二、千葉耕市、江角英明、小川真司逝去之後，已經接替些一些角色。

## 演出作品
※粗體字表示說明飾演的主要角色。

### 電視動畫
1978年
- 咪咪流浪記（格雷律師）

1981年
- 原子小金剛 (1980年版)（安培）
- 巨人先生 光榮的背號3號

1983年
- 神探加傑特（丹諾夫隊長、尤里族長、教授）

1984年
- 星槍士俾斯麥（利威爾事務總長[16]）

1985年
- 搞怪拍檔（安德魯）

1988年
- 極速悍將（日语：F-エフ）（赤木總一郎）

1989年
- 機動警察（大那）
- 森林大帝 (1989年版)（吉蘭）
- YAWARA！（教練）

1991年
- 機甲警察金屬傑克（萩原）
- 森林妖精（日语：森の妖精）（侍從）

1992年
- 龍馬英雄（日语：お〜い!竜馬）（千葉定吉）
- 妙廚老爹（西村）
- 蔬果村的故事（甘克）

1994年
- BLUE SEED（宮原代議士）

1995年
- 小紅豆（車站人員）
- 快打旋風II V（奧特加）
- 麵包超人（鍋奉行）

1997年
- 尼克斯特戰記EHRGEIZ（日语：ネクスト戦記EHRGEIZ）（將軍）
- 名偵探柯南（金城玄一郎）

1998年
- 愛莉絲SOS（仙人掌大魔王）
- 金田一少年之事件簿（赤間光彥）
- 太陽之子 (BS版)（佩雷斯船長）
- 槍神Trigun（老師）
- 危險調查員（格林帕克）
- 遊☆戲☆王（警部）

1999年
- 週刊故事樂園（日语：週刊ストーリーランド）
- 神八劍傳（日语：神八剣伝）（艾爾卡拉）
- 索斯機械獸（齊柏林飛船II世、加斯）
- 爆球連發!! 超級彈珠人（塞巴斯蒂安）
- 神奇寶貝（阿爾吉）

2000年
- 裝甲拯救部隊（日语：装甲救助部隊レストル）（醫師）
- 哈姆太郎（的爺爺）

2001年
- 沙漠的海賊！隊長庫珀（日语：砂漠の海賊!キャプテンクッパ）（布里特）
- 上班族金太郎（倉本、裁判官）
- 索斯機械獸III（聯盟會長）
- NOIR（萊曼）

2002年
- 我們這一家（外公〈花媽的父親〉）
- 攻殼機動隊 STAND ALONE COMPLEX（利頓）
- 洛克人EXE（卡特曼長老）

2003年
- 原子小金剛 (2003年版)（姆修·安佩爾）

2004年
- 索斯機械獸IV（哈德）
- MONSTER（蓋爾曼）

2005年
- 星艦駕駛員（劉總統）

2007年
- 銀魂（角屋的丈夫）
- D.Gray-man（喬治）
- 火影忍者疾風傳（志村團藏）

2008年
- 骷髏13 (2008年版)（布萊安·史密斯）
- 屍姬 赫（肋岡砂夫）
- 楚楚可憐超能少女組（賽錢）

2009年
- 骷髏13 (2008年版)（瓦列里·比洛澤爾夫）

2010年
- 戀愛班長 Second Collection（星野姬香的爺爺）
- 鋼之鍊金術師 FULLMETAL ALCHEMIST（加德納）
- 神奇寶貝鑽石&珍珠（執事）

2011年
- 戰國鬼才傳（古溪宗陳（日语：蒲庵古渓））
- 轉吧！企鵝罐（夏芽左兵衛）

2012年
- 李洛克的青春全力忍傳（志村團藏）

2014年
- 女友伴身邊（野乃花的爺爺）
- 團地友夫（雪鄉）
- 積木戰士（老人）
- 元氣囝仔（琴石耕作）
- 魔彈之王與戰姬（尤古·歐傑）

2015年
- 神奇寶貝XY（甚五郎）

2017年
- 從前有座靈劍山 通往睿智的資格（村長[17]）
- 熱情傳說 the X（多蘭）
- THE REFLECTION (动画)（市長）

2018年
- 救難小英雄 逆襲的三惡人（葛飾北齋）
- LOST SONG（塔爾西亞·霍克萊[18]）
- MAJOR 2nd（佐藤光的祖父）
- 尤利西斯 貞德與鍊金騎士（尼古拉·弗拉梅爾[19]）

2019年
- No Guns Life（安迪·沃夏烏斯基）

2021年
- 特斯拉筆記（特斯拉）

### OVA
1991年
- 英雄凱傳莫載克（日语：英雄凱伝モザイカ）（U·但丁）

1992年
- 創世機士凱亞斯（日语：創世機士ガイアース）
- D-1 DEVASTATOR（日语：D-1 DEVASTATOR）（凱利·坂本）

1993年
- THE八犬傳 新章（四六城木工作）

1994年
- 七都市物語 ～北極海戰線～（日语：七都市物語）（阿庫伊羅尼亞司令官）

1995年
- 真·女神轉生 東京默示錄（葦屋）
- BAD BOYS 搞怪少年3 BEST FRIEND（村上）

1997年
- Psycho Diver 魔性菩薩（日语：サイコダイバー・シリーズ）（黑岩）

1998年
- 銀河英雄傳說外傳 千億之星 千億之光（克勞斯·馮·立典拉德〈第2代〉）

1999年
- 黑之斷章 ～Mystery of Necronomicom～（澀澤靖之）

2000年
- 日野日出志 東海道 四谷怪談（伊藤喜兵衛）

2005年
- FLCL（難波茂國[20]）

2009年
- TO（日语：2001夜物語#TO）（隆吉）

### 電影動畫
1986年
- 天空之城（達菲[21]）

1992年
- 跑吧！美樂斯（達摩克里斯）

1994年
- 漂亮擊出吧！夢想者 ～鯉魚誕生物語～（日语：広島カープ誕生物語）（太田傳造）

1996年
- （黑柳朝的父親）

2003年
- 劇場版 我們這一家[[[Wikipedia:格式手册/链接#章節|錨點失效]]]（外公〈花媽的父親〉）

2005年
- 嘉兵衛的海

2013年
- 短暫和平「GAMBO」（村長）

### 網路動畫
2015年
- NINJA SLAYER from ANIMATION（守門員[22]）

### 遊戲
1991年
- LORD MONARCH -新·蓋亞王國記-（日语：ロードモナーク）（索恩、死靈王、烏魯格族長老）

1993年
- 機裝魯加（日语：機装ルーガ）（海艾倫皇帝）
- D-1 DEVASTATOR（日语：D-1 DEVASTATOR）（凱利·坂本）

1994年
- 風之傳說世外桃源（日语：風の伝説ザナドゥ）（亞古）

1998年
- 超能力大戰2012 ～Psychic Force 2012～（灌頂玄信）
- 巫紗的魔法物語（日语：ミサの魔法物語）（楠木影治朗）

1999年
- 皇牌空戰3 電子領域（加布耶·克勞遜）
- 超能力大戰2 ～Psychic Force 2～（灌頂玄信）
- Syphon filter（日语：サイフォンフィルター）（艾德華·班頓）
- 闇影之心II（澤沛特）

2002年
- 神機世界Evolution（Infantrymen）
- 魔劍邪神2（エルダーゴッド）

2004年
- 鬼屋（日语：ホーンテッドマンション）（阿堤卡斯大王）

2005年
- 超能力大戰完全版 ～Psychic Force COMPLETE～（灌頂玄信）

2007年
- 艾爾梵迪亞傳奇（日语：エルヴァンディアストーリー）

2008年
- 黑暗戰區（日语：ダークセクター）（The A.D.）

2010年
- 火影忍者疾風傳 羈絆驅動（志村團藏）

2011年
- 火影忍者疾風傳 終極震撼（志村團藏）

2012年
- 阿修羅之怒（轉輪王）
- 火影忍者疾風傳 終極風暴世代（志村團藏）

2013年
- 火影忍者疾風傳 終極風暴3（志村團藏[23]）

2014年
- 火影忍者疾風傳 終極風暴革命 REVOLUTION（志村團藏[24]）

2015年
- 教團：1886

2016年
- 惡靈古堡0 HD Remaster（詹姆斯·馬卡斯）
- 火影忍者疾風傳 終極風暴4（志村團藏[25]）

### 廣播劇CD
- 暗黑邪神教的洞窟 Sonorama文庫（日语：朝日ソノラマ）卡式錄音帶CD書（巴德）
- 艾莉森與莉莉亞 廣播劇CD II ～莉莉亞與特雷茲 Another Story～（老人）
- 江戶川亂步劇場系列 惡魔人偶（早苗的父親）
- 遠離伊甸園（校長）
- 義兄大人是世界第1♥（理查德·奧布萊恩）
- 風之大陸（日语：風の大陸）（僣主）
- 銀河鐵道999 Drama Special Edition（安特雷斯）
- 機動戰士鋼彈00CD廣播劇特輯 Another Story Road to 2307（史瑞格·蘇利查）
- 萬有引力 Sound Story 2（受雇老爹）
- （國王2世）[注 1]
- 超能力大戰2012 ～Psychic Force 2012～（玄信）
- 闇河魅影（塔羅斯）
- 花鎮之饗 山藍紫姬子的世界（藤代福壽）
- 情熱（香西誠美）
- 夏子的酒（社長）
- 流星皇子TOMMY（奥多摩博士）

### 外語配音

#### 電影
| 作品年份 | 作品名稱                | 配演角色                    | 演員                         | 媒介                                                   |
| -------- | ----------------------- | --------------------------- | ---------------------------- | ------------------------------------------------------ |
| 2008     | 黑暗騎士                | Alfred Pennyworth           | Michael Caine                | 朝日電視台版                                           |
| 2010     | 全面啟動                | Stephen Miles教授           | Michael Caine                | 朝日電視台版                                           |
| 2016     | 出神入化2               | Arthur Tressler             | Michael Caine                | BD&DVD版本                                             |
| 1998     | 都是愛情惹的禍          | Nelson Guggenheim校長       | Brian Cox                    | 影碟版本                                               |
| 2002     | 神鬼認證                | Ward Abbott                 | Brian Cox                    | BD&DVD版本                                             |
| 2004     | 神鬼認證：最後通牒      | Ward Abbott                 | Brian Cox                    | BD&DVD版本                                             |
| 2006     | 疾速追風                | Douglas Baxter              | Brian Cox                    | DVD版本                                                |
| 1999     | 將軍的女兒              | Joseph Campbell將軍         | James Cromwell               | DVD版本                                                |
| 1999     | 綠色奇蹟                | Warden Hal Moores           | James Cromwell               | DVD版本                                                |
| 2005     | 鐵男總動員              | Warden Rudolph Hazen        | James Cromwell               | DVD版本                                                |
| 2010     | 通靈感應                | Derek Jacobi                | Derek Jacobi                 | BD&DVD版本                                             |
| 2010     | 王者之聲：宣戰時刻      | Cosmo Gordon Lang主教       | Derek Jacobi                 | WOWOW版                                                |
| 2015     | 仙履奇緣                | 國王                        | Derek Jacobi                 | 劇院公映版／BD&DVD收錄                                 |
| 1993     | 亡命天涯                | 裁判官                      | Andy Romano                  | 朝日電視台版                                           |
| 1994     | 終極特區                | Tom McCracken               | Andy Romano                  | 影碟版本                                               |
| 1996     | 魔鬼毀滅者              | Daniel Harper次長           | Andy Romano                  | 影碟版本                                               |
| 1988     | 鱷魚先生2               | Brannigan                   | Kenneth Welsh                | 影碟版本                                               |
| 1997     | 居所                    | Marlowe教練                 | Kenneth Welsh                | VHS版本                                                |
| 2004     | 明天過後                | Raymond Becker副總統        | Kenneth Welsh                | 朝日電視台版                                           |
| 1942     | 飛虎嬌娃                | Jim Gordon隊長              | John Wayne                   | 東京電視台版／DVD收錄                                  |
| 1953     | 懺情記                  | Benoît神父                  | Gilles Pelletier             | NHK綜合版                                              |
| 1954     | 葛倫米勒傳              | Henry Harley Arnold將軍     | Barton MacLane               | 東京電視台版／DVD收錄                                  |
| 1955     | 天倫夢覺                | －                          | －                           | 朝日電視台版／BD收錄                                   |
| 1955     | 宇宙水爆戦              | －                          | －                           | 富士電視台版／DVD收錄                                  |
| 1962     | 詹姆士·龐德：勇破神秘島 | Pleydell-Smith              | Louis Blaazer                | TBS版／DVD收錄                                         |
| 1966     | 偷龍轉鳳                | －                          | －                           | 富士電視台版／DVD收錄                                  |
| 1966     | 衝出鐵幕                | Heinrich Gerhard            | Hansjörg Felmy               | 富士電視台版                                           |
| 1966     | 聯合縮小軍              | －                          | －                           | 富士電視台版                                           |
| 1967     | 冒險者                  | 傭兵                        | Hans Meyer                   | 東京電視台版／BD&DVD收錄                               |
| 1968     | 鐵蹄壯士魂              | Jordan                      | Gregory Morton               | 1982年TBS播出版／DVD收錄                               |
| 1968     | 狂沙十萬里              | Manuel "Cheyenne" Gutiérrez | Jason Robards                | DVD版本                                                |
| 1969     | 不敗戰神                | Anderson上尉                | Edward Faulkner              | TBS版                                                  |
| 1969     | 約翰與瑪麗              | －                          | －                           | 富士電視台版                                           |
| 1969     | 神機妙算                | －                          | －                           | 東京電視台版／BD&DVD收錄                               |
| 1971     | 死刑臺的旋律            | －                          | －                           | 朝日電視台版                                           |
| 1971     | 僱傭的手                | 保安官                      | －                           | DVD版本                                                |
| 1972     | 教父                    | McCluskey警部               | Sterling Hayden              | DVD版本                                                |
| 1972     | 精武門                  | 鈴木寬的保鑣                | 勝村淳                       | 朝日電視台版／奔騰至尊版BD收錄                         |
| 1972     | 征服猩球                | －                          | －                           | 富士電視台版／DVD收錄                                  |
| 1972     | 亡命大煞星              | Harold Clinton              | Jack Dodson                  | 朝日電視台1994年播出版／BD&DVD收錄                     |
| 1973     | 決戰猩球                | －                          | －                           | 富士電視台版／DVD收錄                                  |
| 1973     | 雙槍智多星              | －                          | －                           | DVD版本                                                |
| 1973     | 奪命大槍手              | Hans GrunwaldNick Gusto     | Anton DiffringRichard Conte  | 朝日電視台版New Japan Films （页面存档备份，存于）頻道 |
| 1973     | 刁手怪招                | 洪                          | 田豐                         | TBS版／BD收錄                                          |
| 1974     | 滿城風雨                | －                          | －                           | DVD版本                                                |
| 1975     | 惡魔的追殺              | －                          | －                           | TBS版                                                  |
| 1975     | 禿鷹七十二小時          | －                          | －                           | 朝日電視台1980年播出版／BD收錄                         |
| 1976     | 洛奇                    | －                          | －                           | TBS版                                                  |
| 1976     | 長毛檢察官              | Eddie Roshak                | Vic Tayback                  | 影碟版本                                               |
| 1977     | 奇襲恩培德              | Shimon Peres                | Tige Andrews                 | 富士電視台版／DVD收錄                                  |
| 1977     | 小街的毀滅              | Tom Perry                   | Kip Niven                    | TBS版／DVD收錄                                         |
| 1978     | 藍領階級                | Eddie Johnson               | Harry Bellaver               | DVD版本                                                |
| 1978     | 憤怒                    | Jim McKeever                | Charles Durning              | TBS版／BD收錄                                          |
| 1979     | 漢諾瓦街                | －                          | －                           | 朝日電視台版                                           |
| 1979     | 虎豹小霸王前集          | Mike Cassidy                | Michael C. Gwynne            | 富士電視台版／DVD收錄                                  |
| 1979     | 洛奇2                   | －                          | －                           | TBS版                                                  |
| 1979     | 現代啟示錄              | Corman將軍                  | G. D. Spradlin               | 波麗佳音特別完整VHS版本                                |
| 1980     | 星際大戰5：帝國大反擊   | Carlist Rieekan將軍         | Bruce Boa                    | VHS&DVD&BD版本                                         |
| 1980     | 鬼店                    | Lloyd                       | Joe Turkel                   | 東京電視台版                                           |
| 1980     | 亡命大捕頭              | 保安官                      | Ben Johnson                  | 富士電視台版                                           |
| 1981     | 郵差總按兩次鈴          | －                          | －                           | 富士電視台版                                           |
| 1981     | 忍者潛入                | 小森                        | Dale Ishimoto                | 朝日電視台版／BD&DVD收錄                               |
| 1981     | 少林寺十八銅人          | 旁白                        | －                           | －                                                     |
| 1982     | 猛龍怪客2               | －                          | －                           | 朝日電視台版／DVD收錄                                  |
| 1982     | 豹人                    | －                          | －                           | 富士電視台版／BD收錄                                   |
| 1982     | 鬼哭神號                | －                          | －                           | 朝日電視台版／BD&DVD收錄                               |
| 1982     | 瞄準北半球              | 長官                        | Ron Harper                   | －                                                     |
| 1982     | 第一滴血                | Dave Kern                   | Bill McKinney                | 日本電視台1999年播出版                                 |
| 1983     | 藍色霹靂號              | －                          | －                           | 朝日電視台版                                           |
| 1983     | 洛基3                   | －                          | －                           | TBS版／BD&DVD收錄                                      |
| 1984     | 消失的1943              | －                          | －                           | 朝日電視台版                                           |
| 1985     | 詹姆士·龐德：勇戰大狂魔 | －                          | －                           | －                                                     |
| 1985     | Colpi di luce           | －                          | －                           | －                                                     |
| 1985     | 洛城生死鬥              | －                          | －                           | TBS版                                                  |
| 1985     | 洛基4：天下無敵         | －                          | －                           | TBS版／BD&DVD收錄                                      |
| 1986     | 三角突擊隊              | Woodbridge將軍              | Robert Vaughn                | TBS版／DVD收錄                                         |
| 1986     | 火龍                    | 毛澤東                      | Liwen Yu                     | VHS版本                                                |
| 1986     | 大出意外                | －                          | －                           | 東京電視台版                                           |
| 1986     | 魔鬼士官長              | Meyers上校                  | Richard Venture              | 朝日電視台版                                           |
| 1987     | 機器寶貝超級妞          | －                          | －                           | WOWOW版                                                |
| 1987     | 驚異大奇航              | 計程車運將                  | Dick Miller                  | TBS版                                                  |
| 1987     | 魔鬼阿諾                | Damon Killian               | Richard Dawson               | DVD版本                                                |
| 1987     | 英雄本色II              | 胡海部長                    | 劉兆銘                       | VHS&BD&新DVD版本                                       |
| 1988     | 叛世情花                | Seidl男爵                   | David Warner                 | VHS版本                                                |
| 1988     | 鬼追人2                 | The Tall Man                | Angus Scrimm                 | VHS版本                                                |
| 1988     | 迷霧森林十八年          | －                          | －                           | 朝日電視台版                                           |
| 1988     | 控訴                    | －                          | －                           | 朝日電視台版／DVD收錄                                  |
| 1988     | 龍兄鼠弟                | Granger                     | Hugh O'Brian                 | 影碟版本                                               |
| 1989     | Cold Front              | －                          | －                           | －                                                     |
| 1989     | 刁手怪招                | 洪                          | 田豐                         | TBS版                                                  |
| 1989     | 再殺我一次              | Jonesy                      | Joseph Carberry              | TBS版                                                  |
| 1989     | 七月四日誕生            | －                          | －                           | 朝日電視台版                                           |
| 1990     | 與狼共枕                | Madero                      | Jesse Corti                  | 朝日電視台版                                           |
| 1990     | 浩氣蓋山河              | －                          | －                           | 朝日電視台版                                           |
| 1990     | 黑洞攔截                | West上校                    | John Evans                   | －                                                     |
| 1990     | 驚弓之鳥                | Joe Weyburn                 | Stephen Tobolowsky           | 影碟版本                                               |
| 1990     | 回到未來III             | Hubert村長                  | Hugh Gillin                  | 日本電視台版／經典回憶復刻DVD收錄                      |
| 1990     | 48小時闖天關            | －                          | －                           | 影碟版本                                               |
| 1990     | 鬼面公僕2               | －                          | －                           | 朝日電視台版                                           |
| 1990     | 無罪的罪人              | Attorney檢察官              | Jeffrey Wright               | 影碟版本                                               |
| 1990     | 飛離航道                | －                          | －                           | 日本電視台版                                           |
| 1990     | 美女特工隊              | －                          | －                           | 東京電視台版                                           |
| 1990     | 無語問蒼天              | Peter Ingham醫師            | Max von Sydow                | 日本電視台版                                           |
| 1991     | 俠盜王子羅賓漢          | Richard王                   | Sean Connery                 | 影碟版本                                               |
| 1991     | 誰殺了甘迺迪            | 片端開頭旁白                | Martin Sheen〈配音〉         | 朝日電視台版                                           |
| 1991     | 大鱷魚2                 | Hawk Hawkins                | Richard Lynch                | VHS版本                                                |
| 1992     | 第三入侵者              | －                          | －                           | 朝日電視台版                                           |
| 1992     | 神魂顛倒第六感          | 牧師社員3、站員             | Ward Ohrman－                | 機內上映版本                                           |
| 1992     | 魔鬼命令                | Christopher Gregor博士      | Jerry Orbach                 | 朝日電視台版                                           |
| 1992     | 新龍門客棧              | 賈廷                        | 劉洵                         | VHS版本                                                |
| 1992     | 小人物大英雄            | －                          | －                           | 影碟版本                                               |
| 1992     | 1492征服天堂            | Hernando de Talavera        | Albert Vidal                 | VHS版本                                                |
| 1992     | 滑頭紳士闖通關          | Celia Kirby                 | Victoria Rowell              | 朝日電視台版                                           |
| 1993     | 叛獄大獵殺              | －                          | －                           | 朝日電視台版                                           |
| 1993     | 決戰史達林格勒          | Hermann Musk                | Karel Heřmánek               | VHS&BD版本（未收錄在DVD版）                            |
| 1993     | 東方不敗之風雲再起      | 金將軍                      | 李家鼎                       | VHS&DVD版本                                            |
| 1993     | 雙面女蠍星              | Fahd Bakhtiar               | Richard Romanus              | 日本電視台版                                           |
| 1993     | 銀色獵物                | －                          | －                           | 朝日電視台版                                           |
| 1993     | 瘋狂盯梢令              | McNamara                    | Christopher Doyle            | 日本電視台版                                           |
| 1993     | 黑色豪門企業            | Oliver Lambert              | Hal Holbrook                 | 影碟版本                                               |
| 1993     | 火線狙擊                | Jack Okura                  | Clyde Kusatsu                | VHS&DVD&BD版本                                         |
| 1993     | 世紀的哭泣              | Luc Montagnier              | Patrick Bauchau              | VHS版本                                                |
| 1993     | 終極警探總動員          | Eddie EilerVincent Hardy    | Brion JamesJohn Mahoney      | 影碟版本朝日電視台版                                   |
| 1993     | 萌芽                    | Philippe Hennebeau          | Jacques Dacqmine             | VHS版本                                                |
| 1993     | 小生護駕                | Gene Salvatore              | Dan Hedaya                   | DVD版本                                                |
| 1993     | 體熱邊緣                | Lester Adams                | Josef Sommer                 | 東京電視台版                                           |
| 1993     | 豪門新人類              | Milburn Drysdale            | Dabney Coleman               | VHS版本                                                |
| 1993     | 絕對機密                | Rosenberg法官Matthew Barr   | Hume CronynJohn Finn         | DVD版本                                                |
| 1993     | 絕命終結者              | Henry Hooker                | Charlton Heston              | DVD版本                                                |
| 1993     | 媚眼激情夜3             | －                          | －                           | VHS版本                                                |
| 1994     | 火爆教頭                | FreddieJim、偵察員          | Bill Cross－                 | VHS版本（未收錄在DVD版）                               |
| 1994     | 血染的搖籃              | Mark Kaplan                 | Paul Guilfoyle               | VHS版本                                                |
| 1994     | 媒體先鋒                | Graham Keightley            | Jason Robards                | DVD版本                                                |
| 1994     | 超級頑童                | －                          | －                           | VHS版本                                                |
| 1994     | 霹靂炮III               | Orrin Sanderson             | John Saxon                   | 影碟版本                                               |
| 1994     | 小鬼出招                | Romayko警部                 | Hector Elizondo              | VHS版本                                                |
| 1994     | 燃眉追擊                | 華盛頓刑警                  | Rex Linn                     | 朝日電視台版                                           |
| 1994     | 夜色                    | Buck                        | Lance Henriksen              | 影碟版本                                               |
| 1994     | 肖申克的救贖            | 檢察官                      | Jeffrey DeMunn               | 影碟版本                                               |
| 1994     | 瑪麗雪萊之科學怪人      | Waldman博士                 | John Cleese                  | 朝日電視台版                                           |
| 1994     | 魔鬼二世                | Noah Banes所長              | Frank Langella               | 日本電視台版                                           |
| 1995     | 新烈火情挑              | －                          | －                           | －                                                     |
| 1995     | 紅番區                  | White Tiger                 | Kris Lord                    | VHS&DVD版本                                            |
| 1995     | 威猩闖天涯              | －                          | －                           | 富士電視台版                                           |
| 1995     | 終極警探3               | Fred Schiller博士FBI警官    | Stephen Perlman－            | VHS&DVD&BD版本                                         |
| 1995     | 梅爾吉勃遜之英雄本色    | Campbell                    | James Cosmo                  | 影碟版本                                               |
| 1995     | 愛你情深                | Richard Roberts             | Jude Ciccolella              | DVD版本                                                |
| 1995     | 阿波羅13號              | －                          | －                           | 日本電視台版                                           |
| 1995     | 特警判官                | Vartis Hammond              | Mitchell Ryan                | 富士電視台版                                           |
| 1995     | 魔鬼戰將2               | Stanley Cooper將軍          | Kurtwood Smith               | 朝日電視台版                                           |
| 1995     | 核子彈頭                | －                          | －                           | 富士電視台版                                           |
| 1995     | 真愛一生                | Stonehall牧師               | Robert Prosky                | DVD版本                                                |
| 1995     | 詹姆士·龐德：金眼睛     | QDmitri Mishkin             | Desmond LlewelynTchéky Karyo | 影碟版本朝日電視台版                                   |
| 1995     | 致命迷情                | Darryl Stewart              | Bill Smitrovich              | VHS版本                                                |
| 1995     | 死囚168小時             | Earl DelacroixClyde Percy   | Raymond J. BarryR. Lee Ermey | DVD版本東京電視台版                                    |
| 1996     | 惡夜追殺令              | Frost                       | Fred Williamson              | DVD版本                                                |
| 1996     | 檔案風暴                | Walter Stern                | Martin Landau                | DVD版本                                                |
| 1996     | 兇殺後                  | －                          | －                           | DVD版本                                                |
| 1996     | 因為你愛過我            | Tom Orr                     | James Karen                  | VHS&DVD版本                                            |
| 1996     | 絕地任務                | Ernest Paxton               | William Forsythe             | DVD版本                                                |
| 1996     | 連鎖反應                | Ed Rafferty                 | Chelcie Ross                 | VHS&DVD版本                                            |
| 1996     | 輕狂歲月                | Bruno Bischofberger         | Dennis Hopper                | DVD版本                                                |
| 1996     | 第一公子                | Wilkes                      | Robert Guillaume             | VHS版本                                                |
| 1996     | 魔鬼尖兵                | Frank Deverell              | Bob Gunton                   | 朝日電視台版                                           |
| 1996     | 魔鬼牙醫                | Marvin Goldblum             | Earl Boen                    | VHS版本                                                |
| 1997     | 層峰命令                | Charles Baker副總統         | Michael Cavanaugh            | 影碟版本                                               |
| 1997     | 阿普正傳                | Bill Bowerman               | R. Lee Ermey                 | －                                                     |
| 1997     | 王牌大騙子              | Marshall Stevens法官        | Jason Bernard                | VHS&舊DVD版本                                          |
| 1997     | 蠟製面具                | Boris Volkoff               | Robert Hossein               | 珍藏DVD版本                                            |
| 1997     | 第五元素                | －                          | －                           | 日本電視台版                                           |
| 1997     | 夜襲曼哈頓              | Morgenstern                 | Ron Leibman                  | DVD版本                                                |
| 1997     | 奪面雙雄                | Victor Lazarro              | Harve Presnell               | 朝日電視台版                                           |
| 1997     | 警察帝國                | Jack Rucker                 | Robert Patrick               | 影碟版本                                               |
| 1997     | 殺與捕                  | Styles                      | L. Q. Jones                  | 朝日電視台版                                           |
| 1997     | 絕對目標：豺狼末日      | Donald Brown FBI長官        | John Cunningham              | DVD版本                                                |
| 1997     | 終極指令                | Harding少將                 | David Francis                | VHS版本                                                |
| 1998     | 驚濤毀滅者－大洪水      | Charlie叔叔                 | Edward Asner                 | 影碟版本                                               |
| 1998     | 我是誰!?                | －                          | －                           | 朝日電視台版                                           |
| 1998     | 湖心駭客                | Steve Ivers                 | Stanley Anderson             | －                                                     |
| 1998     | 選舉追緝令              | Eddie Davers                | Jack Warden                  | DVD版本                                                |
| 1998     | 超完美謀殺案            | Bobby Fain                  | Michael P. Moran             | 日本電視台、朝日電視台版                               |
| 1998     | 脫線痞子俏佳人          | Billy Brown的父親〈Jimmy〉  | Ben Gazzara                  | DVD版本                                                |
| 1998     | 轟天炮4                 | Ed Murphy警部               | Steve Kahan                  | 日本電視台版                                           |
| 1998     | 蛇眼                    | Charles Kirkland國防長官    | Joel Fabiani                 | 朝日電視台版                                           |
| 1998     | 黑天雷                  | Barnes                      | Michael Cavanaugh            | －                                                     |
| 1998     | 無情荒地有琴天          | Derek du Pré                | Charles Dance                | DVD版本                                                |
| 1998     | 尖峰時刻                | Thomas Griffin              | Tom Wilkinson                | 影碟版本                                               |
| 1998     | 鬼追人4                 | The Tall Man                | Angus Scrimm                 | DVD版本                                                |
| 1998     | 紅色小提琴              | Nicolò Bussotti             | Carlo Cecchi                 | DVD版本                                                |
| 1998     | 全民公敵                | Larry King                  | Larry King                   | 富士電視台版                                           |
| 1998     | Double Take             | Charles Ellsworth           | Edward Herrmann              | DVD版本                                                |
| 1999     | 掃蕩三人組              | Adam Greer                  | Dennis Farina                | DVD版本                                                |
| 1999     | 一吻定江山              | Rigfort                     | Garry Marshall               | WOWOW版／DVD收錄                                       |
| 1999     | 鬼入侵                  | Dudley                      | Bruce Dern                   | DVD版本                                                |
| 1999     | 魔鬼手記                | Victor Fargas               | Jack Taylor                  | DVD版本                                                |
| 1999     | 核爆列車                | 總統                        | Edward Herrmann              | 完整DVD版本                                            |
| 1999     | 聖女貞德                | －                          | －                           | 日本電視台版                                           |
| 1999     | 斷頭谷                  | 紐約市長                    | Christopher Lee              | 東京電視台版                                           |
| 1999     | 黑鹰戰秘                | Abrahms裁判長               | Dale Cutts                   | －                                                     |
| 1999     | 靈異穿梭站              | Morley Allen                | Christopher Allen Lloyd      | －                                                     |
| 2000     | 神鬼尖兵                | Augustus                    | Carmen DiStefano             | DVD版本                                                |
| 2000     | 截殺任務                | Alex Holmes                 | Sam Anderson                 | 富士電視台版                                           |
| 2000     | 入侵腦細胞              | Teddy Lee                   | James Gammon                 | 影碟版本                                               |
| 2000     | 末日迷蹤                | Chaim Rosenzweig            | Colin Fox                    | DVD版本                                                |
| 2000     | 鐵血暴警                | Swanson警部                 | Tony Noakes                  | －                                                     |
| 2001     | 決戰猩球                | Karubi司令官                | Kris Kristofferson           | 日本電視台版                                           |
| 2001     | 火槍手                  | －                          | －                           | DVD版本                                                |
| 2001     | 飆風特警                | Richard Dukes               | Tom Skerritt                 | DVD版本                                                |
| 2001     | 威爾史密斯之叱吒風雲    | Howard Cosell               | Jon Voight                   | DVD版本                                                |
| 2002     | 間接傷害                | Shrub國務次卿               | Madison Mason                | 富士電視台版                                           |
| 2002     | 迫在眉梢                | Frank Grimes                | Robert Duvall                | 日本電視台版                                           |
| 2002     | 勇士們                  | －                          | －                           | 富士電視台版                                           |
| 2002     | 魔蝎大帝                | King Pheron                 | Roger Rees                   | 影碟版本                                               |
| 2002     | 單親插班生              | －                          | －                           | DVD版本                                                |
| 2002     | 家門的榮光              | 任昌丁                      | 朴根瀅                       | DVD版本                                                |
| 2004     | The Keeper of Time      | Martirus民宿主人、男2       | Rimgaudas Karvelis－         | VHS&DVD版本                                            |
| 2004     | 海海人生                | Oseary Drakoulias           | Michael Gambon               | DVD版本                                                |
| 2005     | 踹球叫練                | Buck Weston                 | Robert Duvall                | DVD版本                                                |
| 2005     | Elvis by the Presleys   | Paul Beaulieu               | Paul Beaulieu                | NHK-BS2版                                              |
| 2005     | 疑雲殺機                | Tim Donohue                 | Donald Sumpter               | DVD版本                                                |
| 2005     | 新世界                  | Christopher Newport         | Christopher Plummer          | 珍藏DVD版本                                            |
| 2006     | 極地長征                | －                          | －                           | 東京電視台版                                           |
| 2007     | 終極戰機                | Tom Barnes將軍              | Angus MacInnes               | DVD版本                                                |
| 2007     | 髮膠明星夢              | Mr. Pinky                   | Jerry Stiller                | DVD版本                                                |
| 2007     | 末日毀滅                | 英國首相                    | Mike Tompson                 | DVD版本                                                |
| 2007     | 奔向火星                | Glenn Hartwell              | Francis X. McCarthy          | DVD版本                                                |
| 2007     | 蓋世奇才                | Muhammad Zia-ul-Haq總統     | Om Puri                      | DVD版本                                                |
| 2007     | 魔幻羅盤                | 校長                        | Jack Shepherd                | 朝日電視台版                                           |
| 2008     | 羅丹薩的夜晚            | Robert Torrelson            | Scott Glenn                  | DVD版本                                                |
| 2009     | 特種部隊：眼鏡蛇的崛起  | 總統                        | Jonathan Pryce               | BD&DVD版本                                             |
| 2009     | 愛上妳，愛上我          | Burke的養父                 | Martin Sheen                 | DVD版本                                                |
| 2009     | 艾蜜莉亞：夢想起飛      | －                          | －                           | 朝日電視台版                                           |
| 2009     | 福爾摩斯                | －                          | －                           | 朝日電視台版                                           |
| 2011     | 極速秒殺                | Harry McKenna               | Donald Sutherland            | DVD版本                                                |
| 2011     | 現代驅魔師              | Lucas Trevant神父           | Anthony Hopkins              | DVD版本                                                |
| 2011     | 鋼鐵擂台                | Marvin                      | James Rebhorn                | DVD版本                                                |
| 2012     | 鐵娘子                  | Denis Thatcher              | Jim Broadbent                | WOWOW版／BD&DVD收錄                                    |
| 2012     | MIB星際戰警3            | X探員                       | David Rasche 飾演            | DVD版本                                                |
| 2013     | 特種部隊2：正面對決     | 總統                        | Jonathan Pryce               | BD&DVD版本                                             |
| 2014     | 德古拉：永咒傳奇        | Cazan                       | William Houston              | BD&DVD版本                                             |
| 2015     | 落日孤影                | Samuel Clayton              | Donald Sutherland            | －                                                     |
| 2015     | 間諜之橋                | Thomas Watters              | Alan Alda                    | BD&DVD版本                                             |
| 2015     | 我記得                  | Zev Guttman                 | Christopher Plummer          | DVD版本                                                |
| 2015     | 聖誕好家在              | Bucky                       | Alan Arkin                   | DVD版本                                                |
| 2016     | 偷天劫車手              | Hagen Kahl                  | Anthony Hopkins              | BD&DVD版本                                             |
| 2017     | 瀟灑搶一回              | Albert Garner               | Alan Arkin                   | BD&DVD版本                                             |
| 2017     | 牠                      | 店主                        | －                           | 日本電視台版                                           |
| 2017     | 奇蹟男孩                | Tushman校長                 | Mandy Patinkin               | BD&DVD版本                                             |
| 2018     | 比得兔                  | Mr. McGregor                | Sam Neill                    | 劇院公映版／BD&DVD收錄                                 |

#### 電視影集
- 24 (第6季)（Phillip Bauer／Jack的父親〈James Cromwell 飾演〉）
- 天龍特攻隊（Sanchez上校〈Carmen Argenziano 飾演〉）
- 一個都不留 (2015年電視影集)（Lawrence Wargrave〈Charles Dance 飾演〉）
- 大偵探波洛 ※NHK版。
  - （Tremlett〈Christopher Soul 飾演〉）－第10集。
  - （Summerhayes警視、騎兵隊長）－第20集。
  - （Gordon Halliday）－第23集[注 17]。
  - （Dr.Belvedere）－第24集。
  - （Keeley巡査部長）－第45集。
  - （絞首台上的牧師）－第50集。
  - （Richard）－第56集。
- 特務A（Ivankov〈Stephen Liska 飾演〉）
- 艾莉的異想世界（Peters法官〈David Ogden Stiers 飾演〉）
- 太空堡壘卡拉狄加（Saul Tigh上校〈Michael Hogan 飾演〉）
- 黑名單 (第3季)（Peter Kotsiopulos國家機密局長〈David Strathairn 飾演〉）
- 藍色霹靂號 (1984年電視影集)（英语：Blue Thunder (TV series)）（Priest首相〈Robert DoQui 飾演〉）
- 逝者之證 (第3季)（Emmett Harrington〈Alan Dale 飾演〉）
- 淘氣小子看世界 (第2季)（英语：Boy Meets World）（Robin Leach[注 2]）
- Bugs（英语：Bugs (TV series)）（Tyson Strate社長〈Vincent Brimble 飾演〉）
- 加州靡情（Jack）
- 真相追擊（Alonzo Lopez〈Tony Plana 飾演〉）
- 神探可倫坡（George博士〈Steven Gilborn 飾演〉）－第58集。
- 解密高手（英语：Cracker (UK TV series)）（旁白、牧師、計程車司機 等）
- 幽浮檔案（英语：Dark Skies）（Ron Burnside〈Stanley Kamel 飾演〉）
- 荒野女醫情（英语：Dr. Quinn, Medicine Woman）（Dinston議員〈Granville Van Dusen 飾演〉）
- 地球2（英语：Earth 2 (TV series)）（Broderick O'Neill〈Richard Bradford 飾演〉）
- 福爾摩斯與華生 (第3季)（Raymond Carpenter）
- 急診室的春天（第4～8季：Dannaker消防隊長〈Ed Lauter 飾演〉、第5季：Wicky）
- 飛向月球 第2回「阿波羅1號的悲劇」（Steven Young的日語配音）
- 愛卡莉（教育長）
- 火線警探（Arlo Givens〈Raymond John Barry 飾演〉）
- 霹靂遊俠 (第3季)（D. G. Glebs〈James Luigi 飾演〉）－第11集。
- 新超人（英语：Lois & Clark: The New Adventures of Superman）（Mr. Darryl〈Robert Culp 飾演〉）
- 駭人傳說（英语：Lore (TV series)）（Walter Freeman博士〈Colm Feore 飾演〉）
- 少年魔法師梅林（Geoffrey of Monmouth）
- 虎膽妙算（第2季：Frank Wayne〈Paul Stevens 飾演〉、第3季：Nailon將軍〈Albert Paulsen 飾演〉）
  - 新虎膽妙算（No.1）
- Pepper Dennis（英语：Pepper Dennis）
- 疑犯追踪
- 金剛戰士（Howard叔父）
- 偽裝者（Sydney Green〈Patrick Bauchau 飾演〉）
- The Professionals（英语：The Professionals (TV series)）（Merlin〈Robert James 飾演〉）
- 重返家鄉（英语：Providence (TV series)）（Rodney Webber〈Ron Canada 飾演）
- 清秀小佳人（英语：Road to Avonlea）（Ambrose神父）
- 三國演義（旁白）※NHK-BS2版。
- 時空怪客（Montero警部補〈Daniel Zacapa 飾演〉）
- 醜聞風暴（Jerry Grant／Fitzgerald Thomas Grant III的父親〈Barry Bostwick 飾演〉）
- 歇洛克·福爾摩斯「紅髮俱樂部」（Duncan Ross〈Richard Wilson 飾演〉）※NHK版。
- 空間之旅（英语：Spellbinder (TV series)）（Summoner〈Stanislaw Brejdygant 飾演〉）
- 星艦前傳（長老〈Bruce French 飾演〉、Loken〈Ron Glass 飾演〉、Boursin）
  - 銀河飛龍（Reittan Grax、Gul Nadar、Langford警部〈David Warner 飾演〉）
- 勇者逆襲 (第2季)－第1、2集。
- 史前新纪元（Ken Horton）
- 透明家庭（Maura Pfefferman〈Jeffrey Tambor 主演〉）
- 電腦快車（第1季：Pomeroy警部〈Carmen Argenziano 飾演〉、（第2季：Talmadge參議員）
- 白宫風雲 (第2－4季)（Hackett、Gage、Evan〈Christian Clemenson 飾演〉）
- 威爾與格蕾絲 (第2季)（Robert）
- 失蹤現場（第1季：Feldman〈John Rubinstein 飾演〉）－第12集、（第2季：Eisenmann）－第12集、（第3季：Whitmire）－第9集。
- X檔案 (第3季)「骨董」、「D.P.O.」 ※朝日電視台版。

#### 動畫
- 大象巴巴（キングノーファン）
- 仙履奇缘（大臣）※1992年公映版。
- 奪寶奇謀（Gitl Thron）
- 飆風雷哥（Pupp、Balthazar〈Harry Dean Stanton 配音〉）
- 辛普森一家（Kent Brockman、Kirk Van Houten、Roy Snyder法官〈第2代〉 等）
  - 辛普森一家大電影（Waylon Smithers、Kent Brockman、Fat Tony）※劇院公映版。
- 霹靂特警貓（Hackle教授〈George Hearn 配音〉）
- 忍者龜 (1987年東京電視台版)（Teenage Mutant Ninja Turtles）（Burn部長〈初代〉）※東和視頻版、（Cycloid教授、Ruso）※東京電視台版。
- X戰警 (1994年東京電視台版)（Beetley判官）

### 卡式錄音帶
- 「出來了～！怪獸大行進」PONY音樂卡式錄音帶（旁白）[注 18]

### 廣播劇
- NHK-FM 戀愛音樂小說「滿月」（男）
- NHK-FM 封神演義（張桂芳、敖光）
- NHK-FM「我不會回去的理由」
- 黑後家蜘蛛會（日语：黒後家蜘蛛の会）「死角」（沃德瑪·朗格）

### 電視劇
TBS
- 怪奇大作戰 第9話「散步的頭」（1968年，與圓谷Pro共同製作）－警官
- 青春火花（1969年）
- 白影（1973年）
- 積木倒了 ～親子間200日戰爭～（日语：積木くずし#積木くずし 〜親と子の200日戦争〜）（1983年）－家裁判事

東京電視台
- 大江戶搜査網（日语：大江戸捜査網）（1970年）－預告旁白

富士電視台
- （1972年）
- （1986年）

日本電視台
- 週二懸疑劇場 重婚（1983年）
- 刑事纯情派（日语：はだかの刑事）（1993年）

朝日電視台
- 週一WIDE劇場（日语：月曜ワイド劇場）「今爆！茶巾白墨自殺… ‥70%子供!!」（1985年）－旁白
- 特別機動搜査隊（日语：特別機動捜査隊）
  - 第161回（1964年）
  - 第266回「日曜日死角」（1966年）
  - 第520回「幻召集令」（1971年）

NHK
- 陽炎十字路完結篇～瞌睡聲音江戶雙紙～（日语：陽炎の辻〜居眠り磐音 江戸双紙〜）3 第13話（2009年）－農夫的聲音
- 當天東京成為戰場（日语：東京が戦場になった日）（2014年）

### 電影
- 佐渡的車田植（日语：佐渡の車田植）（1981年）－解說
- 護符 - 里山（2007年）－旁白
- 土 - 跡地生（2009年）－旁白
- 金 大澤光民（2010年）－解說
- 羽音地球回（2010年）－聲音出演

### 旁白

#### 電視節目
NHK系列
- NHK
  - 迷你旅行（日语：小さな旅）
  - NHK紀錄片WAVE「除染故 ～核·半世紀後現～」（2012年）
  - 戴蒙博士的“人的秘密”（2018年）－賈德·戴蒙博士的日語配音
  - 轉動歷史的時刻（日语：その時歴史が動いた）
    - 「希特勒最後的日子 揭開獨裁者末路的資料」（2002年）－黑爾姆特·魏德林的日語配音

- NHK BS Premium
  - 霸王傳說 ～誰是最強的戰國武將？
  - 漫步在世界街道（2005年）
  - 桃源紀行（2016年）
  - CosmicFront☆NEXT（日语：コズミックフロント☆NEXT）
    - 「沈默的太空人 尼爾·阿姆斯壯」（2016年）

  - 世界遺產至寶（日语：世界遺産 時を刻む）

- NHK-BS1
  - 紀錄片地球時間（日语：BS世界のドキュメンタリー）
  - 奇跡的聽課 ～世界最強的教練雨孩子們～（Carl Hogset的日語配音）
  - BS1特輯「戈巴契夫的講述 烏克蘭危機的過去與未來」（2014年）－米哈伊爾·戈巴契夫的日語配音
  - 迎向21世紀的提言－米哈伊爾·戈巴契夫的日語配音

- NHK綜合
  - 對手日本史（日语：ライバル日本史）
  - 「硫磺島 玉碎戰 ～生還者第61年的證言～」（2006年）
  - 「東京 ～不死鳥都市100年～」（2014年）
  - 「福島·通 ～原生町」（2014年，岩本忠夫（日语：岩本忠夫）的配音）
  - NHK紀錄片 BS1特輯「歡迎來到傳說的晩餐會」（2015年）－米哈伊爾·戈巴契夫的日語配音
  - 貨幣世界 資本主義的未來 第3集「巨大差距的結果會是」（2016年）－史丹利·哈伯德（英语：Stanley Hubbard）的日語配音
  - 新世紀影像（日语：新・映像の世紀）
    - 第1集「百年悲劇就從這裡開始」（電影製片人 羅威爾·湯瑪斯）
    - 第2集「偉大家族，新的支配者」（约翰·梅纳德·凱恩斯）
    - 第3集「時代裁者求」（彼得·德魯克、柏林市民手記的朗讀）
    - 第4集「世界秘密覆」（大衛·哈伯斯坦）
    - 第5集「若者反世界連鎖」（讓-保羅·薩特）

  - 遭竊的最高機密 ～原爆、間諜的真相～（哈佛大學名譽教授：羅伊·格勞伯、前『真理報』科學記者：弗拉基米爾·古巴廖夫（俄语：Губарев, Владимир Степанович）、原子物理學者：仁科芳雄）
  - 激動的世界系列
    - 第1回 「恐怖攻擊與難民 ～EU共同體的分離～」（隨筆文化科學研究所所長、政治學者：Claus Leggewie、心臟內科醫師：Georgios Vihas）
    - 第2回 「大國復活的野心 ～俄羅斯總統普丁的打賭～」（國際政治學者：德米特里·特列寧（日语：Тренин, Дмитрий Витальевич））

  - 二方的贖罪 ～穿越憎恨的日本與美國～（前GHQ歷史課長：戈登·普朗（英语：Gordon Prange））
  - 紀錄片劇場「紐倫堡審判」（傑弗里·勞倫斯（英语：Geoffrey Lawrence, 1st Baron Oaksey）裁判長 等的日語配音）

- NHK教育
  - 地球戲劇性（日语：地球ドラマチック）
    - 「瓦斯科·達伽馬的冒險」（2003年）
    - 「地底黃金城市 ～南非陶托那金礦山～」（2005年）
    - 「悲劇王妃 瑪麗·安托瓦內特」（2007年）

  - ETV特集
    - 系列「日本與朝鮮半島的2千年史（日语：ETV特集 シリーズ「日本と朝鮮半島2千年」）」（2009年）
    - 戰後史證言企劃「日本人在哪方面甦醒的呢」（2016年）
    - 54張照片 ～訪問到長崎被爆生還者～（2016年）

- 其它
  - NHK網路俱樂部（日语：NHKネットクラブ）節目（網路電視）
  - （NHK On Demand（日语：NHKオンデマンド））

TBS
- 日立 發現世界不可思議的地方！（日语：日立 世界・ふしぎ発見!）
- 伊藤英明的大西伯利亞（BS-TBS）

WOWOW
- BBC EARTH 非洲 遙遠的大地「未来 ～架起明日的橋梁～」
- BBC EARTH 大自然紀錄片之父「艾登堡的這60年一路走來的軌跡」（2016年）－大衛·艾登堡的日語配音

其它電視台
- 憧憬古典旅館（日语：クラシックホテル憧憬）（BS日本，雞尾酒的解說 等）
- 食彩王國（日语：食彩の王国）（朝日電視台）

#### 獨立紀錄片、廣告
- 巴塞隆納的藍空 ～你所不為人知的加泰隆尼亞長時（1992年，民族文化影像研究所）
- 太田家舊住宅燒毀後修復工程記錄（2011年，民族文化影像研究所）
- 教育錄影帶 始皇帝系列（解說）
- 吟詠系譜 ～尋找漢詩詠唱的源流～ 音響錄音帶
- CR柏青哥華王 美空雲雀電視廣告
- Un spécialiste, portrait d'un criminel moderne（法语：Un spécialiste, portrait d'un criminel moderne）（裁判長的配音）

### 其它
- 永遠的0 有聲書（2016年，聲演爺爺）
- G-SAVIOUR（聲演迦諾總督）[注 19]
- 人間記錄片（日语：にんげんドキュメント）（負責詩歌朗讀）
- 天才兒童MAX YOU（2017年，聲演）

## 腳註

## 外部連結
- 81 Produce公式官網的聲優簡介 （页面存档备份，存于） （日語）